# Cornelis van Nijmegen Schonegevel
Cornelis van Nijmegen Schonegevel (Dokkum, 8 december 1861 – Wolvega, 2 februari 1941) was een Nederlandse burgemeester en kantonrechter.

## Leven en werk
Van Nijmegen Schonegevel was een zoon van Dionys van Nijmegen Schonegevel, koopman, en Magdalena Wentholt. Hij trouwde met Dieuwke Cath (1872-1946)
Hij studeerde rechten aan de Rijksuniversiteit Groningen en promoveerde in juli 1892. Hij was korte tijd advocaat in Leeuwarden tot hij in november 1893 werd benoemd tot burgemeester van Grootegast. Drie jaar later volgde zijn benoeming tot burgemeester van Doniawerstal. Hij was bovendien plaatsvervangend kantonrechter in het kanton Lemmer (1898-1907). Per 1 maart 1907 werd hij ten slotte burgemeester van Weststellingwerf. In 1930 werd hij benoemd tot ridder in de Orde van Oranje-Nassau. Ter gelegenheid van zijn zilveren jubileum als burgemeester, werd in 1932 in het gemeentehuis een gedenksteen onthuld. Van Nijmegen Schonegevel werd, op eigen verzoek, per 1 mei 1934 eervol ontslagen. Op 26 april leidt hij voor het laatst een raadsvergadering, zijn 284e, waarin hij aan het begin het overlijden van koningin Emma herdenkt en later volgt zijn afscheidstoespraak met onder andere deze woorden:
Het spreekt van zelf, dat ik tekortkomingen heb gehad. Toch hoop ik, dat ik naar uw oordeel, raad van Weststellingwerf, zoveel mogelijk ben nagekomen den eed, bij de aanvaarding van mijn ambt afgelegd, dat ik de belangen van de gemeente Weststellingwerf zal voorstaan en bevorderen. Ingezetenen der gemeente, ik breng u hartelijk dank voor de sympathieke wijze, waarop u mij steeds zijt tegemoet gekomen; ik wil u mijnerzijds ook nog wel eens gaarne verzekeren, dat ik met u heb medegeleefd en u van deze plaats uit nog gaarne alle goeds toewensen. Met den wens, dat de gemeente Weststellingwerf in bloei moge toenemen als straks weer eens betere tijden aanbreken, neem ik afscheid van u. Het ga de gemeente wel.
Van Nijmegen Schonegevel overleed in zijn woonplaats Wolvega op 79-jarige leeftijd.
- International Standard Name Identifier: 0000 0003 8855 937X
- Nederlandse Thesaurus van Auteursnamen: 072646950
- Virtual International Authority File: 281780379
- WorldCat: E39PBJwRX3KXmWv3GGgMccVDMP